# República Socialista Soviética da Ucrânia
A República Socialista Soviética da Ucrânia ou República Socialista Soviética Ucraniana (em ucraniano: Українська Радянська Соціалістична Республіка; em russo: Украинская Советская Социалистическая Республика) foi criada em 10 de março de 1919, e após os anos de guerra civil (1917–1921, ver Revolução Ucraniana) se tornou uma república da União Soviética em 1922.
Depois da Segunda Guerra Mundial foi internacionalmente reconhecida como estado independente com seus próprios direitos. A Ucrânia foi dos 50 estados fundadores da Organização das Nações Unidas, em 1945, ao final da Segunda Guerra Mundial.
Apesar da coletivização e expurgos do período stalinista e a ocupação nazista do seu território, que provocaram mais de 10 milhões de mortos, entre 1930 e 1945, a Ucrânia era uma das repúblicas mais ricas da União Soviética. Rica em carvão e ferro, sua produção de aço equivalia a 1/4 da produção soviética e seu setor agrícola produzia 40 milhões de cereais, no final dos anos 1980.
A rápida industrialização dos anos 1930 e posteriormente nos anos 1950 e 1960, tornaram a Ucrânia um dos pilares da economia soviética. Conhecida como um dos maiores celeiros da URSS. A rápida industrialização tornou a região leste da república, hegemonicamente de russos|etnia russa. Criando as bases para o atual conflito.
A anexação das regiões ucranianas da Polônia (oeste do País), trouxe para a república, uma população nacionalista que contribuiria para minar a unidade da URSS.
O fim do período soviético, com o desmantelamento das empresas coletivas e estatais levaram um período de declínio econômico e demográfico. Conflitos com a minoria russa aprofundaram essa crise, tornando a Ucrânia, atualmente, uma das nações europeias com menor renda per capita da Europa.
Até o colapso da União Soviética em 1991, foi junto a RSS da Bielorrússia um dos dois únicos estados da URSS a ter assento nas Nações Unidas.
A capital foi inicialmente Carcóvia, até 1934, e posteriormente Kiev. A Crimeia foi transferida da RSFS da Rússia para a RSS da Ucrânia em 1954.
Declarou a sua independência em 1991, adotando a denominação de Ucrânia.